# Ke Ke Ke
Ke Ke Ke – pierwszy album studyjny łódzkiego zespołu Bakflip. Wydawnictwo ukazało się 28 czerwca 2006 roku nakładem wytwórni muzycznej Embryo Nagrania. 

## Lista utworów
Opracowano na podstawie materiału źródłowego.
1. „Intro” (sł. Jan Gajdowicz, muz. Marek Dulewicz) – 0:26
2. „Władza” (sł. Jan Gajdowicz, muz. Marek Dulewicz) – 3:18
3. „Strach” (sł. Jan Gajdowicz, muz. Marek Dulewicz) – 3:37
4. „Ja niż ja” (sł. Jan Gajdowicz, muz. Marek Dulewicz) – 2:34
5. „Skraju” (sł. Jan Gajdowicz, muz. Marek Dulewicz) – 3:44
6. „Ja wiem...” (sł. Jan Gajdowicz, muz. Marek Dulewicz) – 4:38
7. „Bakflip” (gościnnie: Kas, sł. Jan Gajdowicz, muz. Marek Dulewicz) – 3:07
8. „Moja apokalipsa” (sł. Jan Gajdowicz, muz. Marek Dulewicz) – 3:09
9. „Ke Ke Ke” (gościnnie: Kas, sł. Jan Gajdowicz, muz. Marek Dulewicz) – 2:52
10. „To Polska jest” (sł. Jan Gajdowicz, muz. Marek Dulewicz) – 3:22
11. „Flipbak” (gościnnie: Kas, sł. Jan Gajdowicz, muz. Marek Dulewicz) – 3:24
12. „Adrenalina” (gościnnie: Kas, sł. Jan Gajdowicz, muz. Marek Dulewicz) – 3:09
13. „My mamy rację” (gościnnie: Kas, sł. Jan Gajdowicz, muz. Marek Dulewicz) – 4:38
14. „Adrenalina” (remiks: Metro) – 2:41
15. „Bakflip” (gościnnie: Kas, remiks: O.S.T.R.) – 3:21
16. „Flipbak” (remiks: O.S.T.R.) – 2:44
17. „My mamy rację” (gościnnie: Kas, remiks: Spinache) – 3:43